# Liste der Mitglieder der National Academy of Sciences/1977
Im Jahr 1977 wählte die National Academy of Sciences der Vereinigten Staaten 75 Personen zu ihren Mitgliedern.

## Neugewählte Mitglieder
- Anatole Abragam (1914–2011)
- Gabriel A. Almond (1911–2002)
- Michael Artin (* 1934)
- Floyd E. Bloom (1936–2025)
- Sydney Brenner (1927–2019)
- Wallace S. Broecker (1931–2019)
- Harold Brown (1927–2019)
- Purnell W. Choppin (1929–2021)
- Roderick K. Clayton (1922–2011)
- Elizabeth F. Colson (1917–2016)
- Douglas S. Coombs (1924–2016)
- Ralf Dahrendorf (1929–2009)
- John M. Dawson (1930–2001)
- Gerard Debreu (1921–2004)
- Theodor O. Diener (1921–2023)
- Louis N. M. Duysens (1921–2015)
- Samuel Epstein (1919–2001)
- Howard E. Evans (1919–2002)
- Walter Feit (1930–2004)
- Frank J. Fenner (1914–2010)
- Sheldon L. Glashow (* 1932)
- Gerson Goldhaber (1924–2010)
- James E. Gunn (* 1938)
- N. Bruce Hannay (1921–1996)
- David Harker (1906–1991)
- William R. Hewlett (1913–2001)
- George H. Hitchings (1905–1998)
- Louis N. Howard (1929–2015)
- Hiroshi Inose (1927–2000)
- Jesse D. Jennings (1909–1997)
- Nathan Keyfitz (1913–2010)
- Edwin D. Kilbourne (1920–2011)
- Martin J. Klein (1924–2009)
- Richard M. Krause (1925–2015)
- I. Robert Lehman (* 1924)
- Seymour Lieberman (1916–2012)
- Richard S. Lindzen (* 1940)
- John W. Littlefield (1925–2017)
- Rolf Luft (1914–2007)
- Edmond Malinvaud (1923–2015)
- Hugh O. McDevitt (1930–2022)
- Peter D. Mitchell (1920–1992)
- Aron Arthur Moscona (1922–2009)
- Elizabeth F. Neufeld (* 1928)
- Otto E. Neugebauer (1899–1990)
- Richard M. Noyes (1919–1997)
- Sanford L. Palay (1918–2002)
- Robert Palese Perry (1931–2013)
- James C. Phillips (* 1933)
- John A. Pople (1925–2004)
- George W. Preston (* 1930)
- Willard V. Quine (1908–2000)
- Peter H. Raven (* 1936)
- Charles Reilley (1925–1981)
- Howard Reiss (1922–2015)
- Bernhard Rensch (1900–1990)
- Burton Richter (1931–2018)
- Ruth Sager (1918–1997)
- Lewis H. Sarett (1917–1999)
- Roger N. Shepard (1929–2022)
- Philip S. Skell (1918–2010)
- David Slepian (1923–2007)
- M. S. Swaminathan (1925–2023)
- Herbert Tabor (1918–2020)
- J. Herbert Taylor (1916–1998)
- Richard F. Thompson (1930–2014)
- George R. Tilton (1923–2010)
- Samuel C. C. Ting (* 1936)
- William N. Valentine (1917–2014)
- Andre Weil (1906–1998)
- Evelyn M. Witkin (1921–2023)
- Gerald N. Wogan (1930–2021)
- Julian Wolpert (* 1932)
- Herbert E. Wright (1917–2015)
- Hendrik C. van de Hulst (1918–2000)